# Spatzenhausen
 (octobre 2019).
Si vous disposez d'ouvrages ou d'articles de référence ou si vous connaissez des sites web de qualité traitant du thème abordé ici, merci de compléter l'article en donnant les références utiles à sa vérifiabilité et en les liant à la section « Notes et références ».
Spatzenhausen est une commune de Bavière (Allemagne), située dans l'arrondissement de Garmisch-Partenkirchen, dans le district de Haute-Bavière.

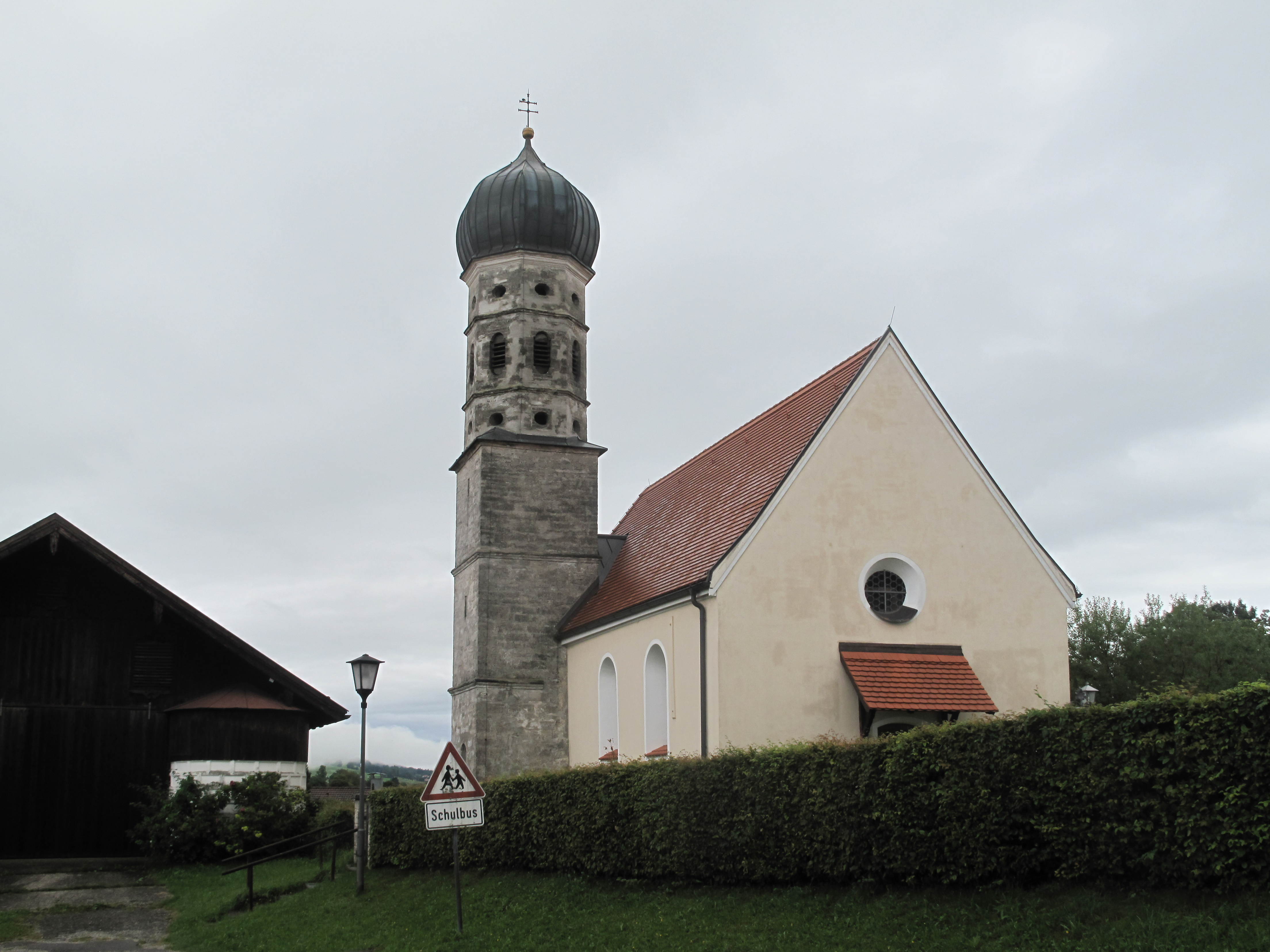
Waltersberg, église: die Sankt Vitus Kirche
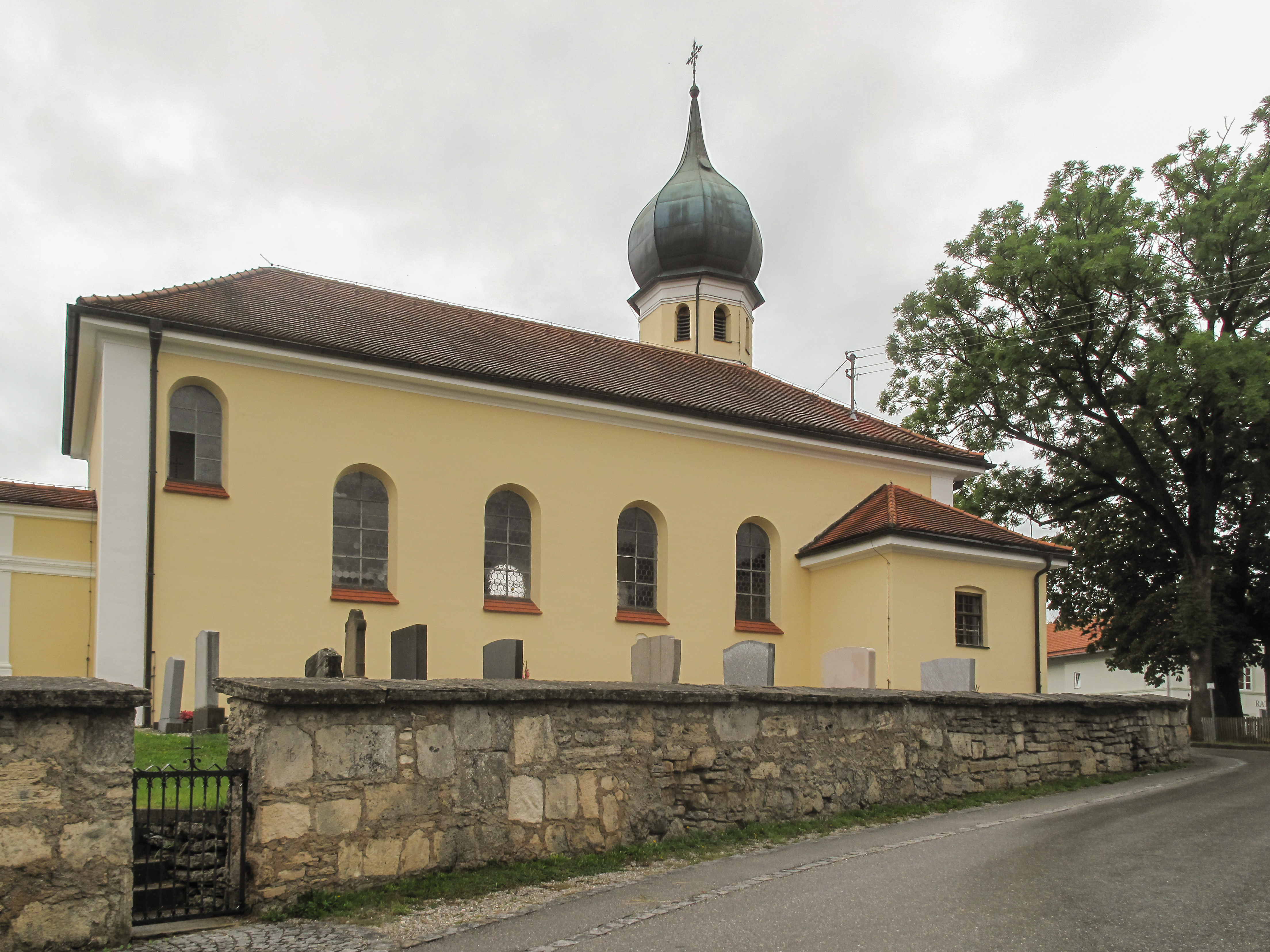
Spatzenhausen, église: Pfarrkirche Sankt Arna